# Тимано-Печорская нефтегазоносная провинция

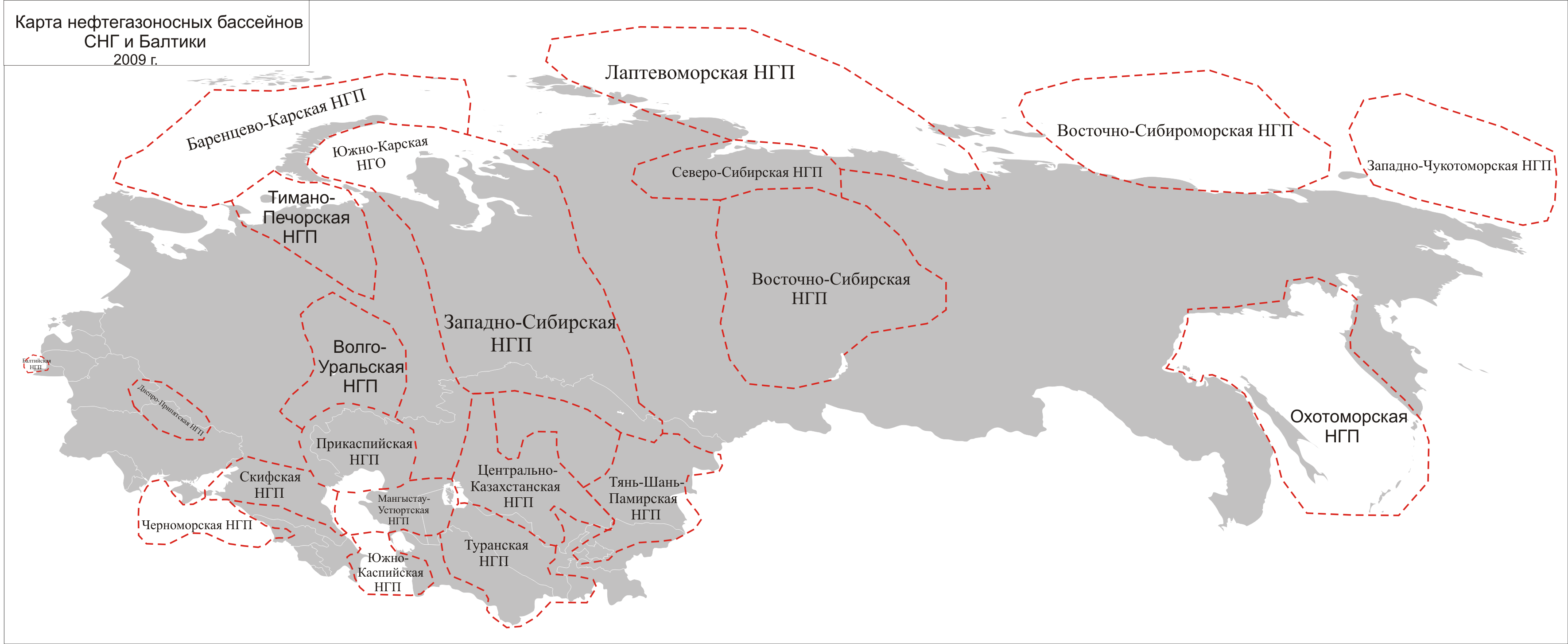
Карта нефтегазоносных провинций

Тимано-Печорская нефтегазоносная провинция расположена на территории Республики Коми, Ненецкого автономного округа и прилегающей акватории Печорского моря. Площадь провинции составляет 600 тысяч км². Тимано-Печорская нефтегазоносная провинция включает в себя Ухта-Ижемский нефтегазовый район. Центры разведки и разработки — Ухта, Архангельск, Нарьян-Мар. Тимано-Печорская нефтегазоносная провинция характеризуется сложным геологическим строением.

## Запасы
Ресурсы составляют около 2,4 млрд тонн, 60 % которых приходится на нефть. Треть ресурсов находится на территории республики Коми, две трети на территории Ненецкого автономного округа. Глубина залежей составляет от 800 м до 3 км. В настоящее время открыто более 200 залежей.
Самые богатые нефтегазовые области: Печоро-Колвинская (44 %), Хорейверская (20 %) и Ижма-Печорская (11 %).В настоящее время на территории Тимано-Печорской нефтегазоносной провинции насчитывается свыше 180 месторождений, из которых — 136 нефтяных, 2 нефтегазовых, 13 нефтегазоконденсатных, 16 газоконденсатных и 16 газовых. Нефть имеет плотность 0,826-0,885 г./куб.см.; малосернистая и среднесернистая, парафинистая (от 0,4 до 6,6 %), малосмолистая. Газ метановый (более 80 %), обогащённый тяжёлыми углеводородами (10-17 %), содержание конденсата повышенное. В газоконденсатных месторождениях выход стабильного конденсата составляет от 50 до 500 куб.см. на 1 кубометр.

## История
В 1762 году на реке Ухта были отмечены первые выходы нефти. Предприниматель Фёдор Прядунов организовал первый кустарный нефтеперегонный завод. Поисковые работы в этой провинции ведутся с 1929 года. В 1930 году впервые там была получена нефть. К 1980 году в Тимано-Печорской нефтегазоносной провинции добыто 25 млн тонн нефти и 22 млн куб м. газа.

## Нефтегазовые области
- Ижма-Печорская
- Печоро-Колвинская
- Хорейвер-Мореюская
- Северно-Предуральская

## Крупные месторождения[7]

### Нефтяные
- Возейское
- Ярегское
- Усинское (запасы тяжёлой нефти на небольших глубинах)
- Ухтинское
- Пашнинское
- Харьягинское
- Шапкинское
- Ардалинское
- Приразломное (шельф Баренцева моря)
- Южно-Хылчуюское

### Газовые
- Вуктыльское
- Василковское
- Вой-Вожское
- Джеболское
- Штокманское